# Adam Sýkora
Adam Sýkora (* 7. září 2004 Piešťany) je slovenský hokejový útočník, který momentálně působí v klubu Hartford Wolf Pack v severoamerické AHL. V roce 2022 byl druhém kole z celkového 63. místa draftován klubem New York Rangers. Je synem bývalého slovenského hokejového útočníka Romana Sýkoru.

## Statistiky

### Klubové statistiky
| Sezóna      | Klub               | Soutěž      |     | Základní část | Základní část | Základní část | Základní část | Základní část |   | Play off | Play off | Play off | Play off | Play off |
| Sezóna      | Klub               | Soutěž      | Z   | G             | A             | B             | TM            | Z             | G | A        | B        | TM       |          |          |
| 2020–21     | HK Levice          | 1.SHL       | 6   | 1             | 4             | 5             | 6             | 4             | 0 | 1        | 1        | 4        |          |          |
| 2020–21     | HK Nitra           | SHL         | 15  | 0             | 2             | 2             | 2             | —             | — | —        | —        | —        |          |          |
| 2021–22     | HK Nitra           | SHL         | 46  | 10            | 7             | 17            | 6             | 19            | 2 | 3        | 5        | 2        |          |          |
| 2022–23     | HK Nitra           | SHL         | 38  | 8             | 13            | 21            | 8             | 8             | 1 | 3        | 4        | 4        |          |          |
| 2022–23     | Hartford Wolf Pack | AHL         | 2   | 0             | 0             | 0             | 0             | 4             | 0 | 1        | 1        | 0        |          |          |
| 2023–24     | Hartford Wolf Pack | AHL         | 66  | 8             | 15            | 23            | 4             | 10            | 0 | 3        | 3        | 0        |          |          |
| 2024–25     | Hartford Wolf Pack | AHL         | 71  | 9             | 21            | 30            | 8             | —             | — | —        | —        | —        |          |          |
| SHL celkově | SHL celkově        | SHL celkově | 99  | 18            | 22            | 40            | 16            | 27            | 3 | 6        | 9        | 6        |          |          |
| AHL celkově | AHL celkově        | AHL celkově | 139 | 17            | 36            | 53            | 12            | 14            | 0 | 4        | 4        | 0        |          |          |

### Reprezentační statistiky
| Rok                            | Tým                            | Soutěž                         | Z  | G | A | B | TM |
| ------------------------------ | ------------------------------ | ------------------------------ | -- | - | - | - | -- |
| 2022                           | Slovensko                      | MS                             | 6  | 2 | 1 | 3 | 0  |
| 2022                           | Slovensko 20                   | MSJ                            | 4  | 1 | 0 | 1 | 27 |
| 2023                           | Slovensko 20                   | MSJ                            | 5  | 1 | 0 | 1 | 0  |
| 2024                           | Slovensko 20                   | MSJ                            | 5  | 1 | 1 | 2 | 2  |
| 2025                           | Slovensko                      | MS                             | 7  | 0 | 1 | 1 | 0  |
| Juniorská reprezentace celkově | Juniorská reprezentace celkově | Juniorská reprezentace celkově | 14 | 3 | 1 | 4 | 29 |
| Seniorská reprezentace celkově | Seniorská reprezentace celkově | Seniorská reprezentace celkově | 13 | 2 | 2 | 4 | 0  |